# Eugène Maissin
Pour les articles homonymes, voir Maissin.
Louis Eugène Maissin, né le 8 janvier 1811 à Paris et mort le 6 janvier 1851 à Cayenne, était un officier de marine et administrateur colonial français.

## Biographie
Fils d'un capitaine d'infanterie, il embrasse la carrière navale à l'adolescence. Élève de 2e classe de la Marine en 1827, élève de 1e classe en 1829, il est nommé enseigne de vaisseau en 1832. Brillant sujet, il bénéficie d'un avancement rapide qui augurait d'une carrière très prometteuse. Il passe ainsi lieutenant de vaisseau en 1839, capitaine de corvette en 1844, capitaine de frégate en 1848, et enfin capitaine de vaisseau dès 1850.
En effet, Eugène Maissin s'est tôt fait remarquer par ses aptitudes et ses talents. Observateur et technicien, il se signale comme écrivain et théoricien de marine. Ingénieur maritime, il dresse les plans du bassin de la Joliette à Marseille et il dirige les travaux du Port militaire de Toulon. Militaire expérimenté, il combat à Tahiti en 1845. Expert estimé, il siège comme membre du Conseil d'Amirauté en 1849.
Il est connu aux États-Unis pour avoir participé en qualité d'aide de camp puis de chef d'état-major de l'amiral Baudin à l'expédition navale française au Mexique en 1838 et à la visite faite au Texas en 1839 par ce dernier. Durant ce séjour, Maissin tient un journal qui est considéré aux États-Unis comme un témoignage de valeur sur ce territoire, et un document également digne d'intérêt par le portrait qu'il livre des personnalités mexicaines de l'époque, notamment celui du général Antonio López de Santa Anna.
Désigné pour commander la station navale de la Guyane française à bord de l'aviso Tartare et pour occuper par intérim le poste de gouverneur de la Guyane par une ordonnance du 31 janvier 1850, Eugène Maissin prend ses fonctions à Cayenne le 12 mai. Il y relève le gouverneur sortant, le contrôleur en chef de la Marine André-Aimé Pariset. Son action est brève mais positive. Il entreprend des travaux de balisage de la côte guyanaise, et notamment l'édification d'un phare à l'entrée du port de Cayenne. Malheureusement, victime d'une épidémie de fièvre jaune qui éclate dans la colonie, Maissin succombe brutalement le 6 janvier 1851 dans son appartement de l'Hôtel du Gouvernement à Cayenne. Sa tombe est toujours visible à l'entrée du cimetière de la ville. L'intérim de ses fonctions est assuré par le procureur général de la colonie, Jean-François Vidal de Lingendes.
Il avait été fait chevalier de la Légion d'honneur en 1839 et officier du même ordre en 1850.

## Publications
- San Juan de Ulúa, ou Relation de l'expédition française au Mexique, sous les ordres de M. le contre-amiral Baudin, par MM. P. Blanchard et A. Dauzats. Suivi de Notes et documents et d'un aperçu général sur l'état actuel du Texas, par M. E. Maissin, Paris, Gide, 1839, XII-591 p., fig., pl.
- Marine militaire de la France. Aperçu général sur les ressources actuelles de la marine française et sur un système de guerre maritime contre l'Angleterre, Toulon, 1840,  68 p., tableaux.
- Études historiques sur la marine militaire, 1re période, depuis le moyen âge jusqu'à Louis XIV, Toulon, 1849, VIII-434 p.
- Six articles techniques et journaux de voyage, insérés dans les Annales maritimes et coloniales de 1834 à 1847.
- (en) The French in Mexico and Texas, 1838–1839, Salado, Texas, Anson Jones Press, 1961, translated by James L Shepherd III.

## Sources
- Dossier de Légion d'honneur de Louis Eugène Maissin.
- Prosper Levot et Alfred Doneaud, Les gloires maritimes de la France, 1866, p.334-335.
- Virginie Brunelot, Chronique du cimetière de Cayenne : histoire informelle de la Guyane du XIXe siècle à travers ses défunts, L'Harmattan, 2006, p. 34-35.